# Campbell's Hall of Fame Tennis Championships 2010
Campbell's Hall of Fame Tennis Championships 2010 — тенісний турнір, що проходив на трав'яних кортах у місті Ньюпорт, США з 5 липня . Належав до категорії ATP World Tour 250.

## Фінальна частина

### Одиночний розряд
Марді Фіш —  Олів'є Рохус 5–7, 6–3, 6–4

### Парний розряд
Карстен Болл /  Кріс Гуччоне —  Сантьяго Гонсалес /  Тревіс Реттенмаєр 6–3, 6–4